# Ngòi đạn
Ngòi đạn là một cơ cấu đặc biệt dùng để gây nổ cho đầu đạn tại một thời điểm xác định, trên quỹ đạo bay hay sau khi va chạm vào mục tiêu.
Phân loại ngòi
1. Theo năng lượng để làm nổ ngòi
- Ngòi cơ khí: Sự kích động mạch nổ được thực hiện bởi động năng của các chi tiết ngòi.
- Ngòi điện: Sự kích động mạch nổ được thực hiện bằng năng lượng điện.

2. Theo vị trí lắp vào đầu đạn
- Ngòi đầu
- Ngòi đáy
- Ngòi đầu-đáy

3. Theo tác dụng của ngòi
- Ngòi chạm nổ: Là ngòi hoạt động khi đầu đạn va chạm vào mục tiêu hay các chướng ngại vật
- Ngòi hẹn giờ: Là ngòi gây nổ đầu đạn tại một điểm xác định trên quỹ đạo.
- Ngòi không tiếp xúc

Xem thêm
- Đạn
- Vũ khí